# カッル
カッル（イタリア語: Carrù）は、イタリア共和国ピエモンテ州クーネオ県にある、人口約4,400人の基礎自治体（コムーネ）。

## 地理

### 位置・広がり

#### 隣接コムーネ
隣接するコムーネは以下の通り。
- バスティーア・モンドヴィ
- ベーネ・ヴァジエンナ
- クラヴェザーナ
- ファリリアーノ
- マリアーノ・アルピ
- モンドヴィ
- ピオッツォ

## 行政

### 分離集落
カッルには以下の分離集落（フラツィオーネ）がある。
- Bella, Bordino, Calleri-Priorato, Cardoni, Cavalloni, Conti, Frave, Gonella, Guida, L'Arcurata, Marenchi, Massimina, Massimini, Pagano, Ricci, Rissordo, Ronchi, San Giovanni, San Pietro, Sant'Anna, Santuario Ronchi, Stazione, Tetti Nuovi, Zucchetti

## 人物

### 著名な出身者
- ルイージ・エイナウディ - 20世紀の経済学者・政治家、イタリア共和国大統領。